# 圣费利佩
圣费利佩是巴西巴伊亚州的一个市镇。总面积197.898平方公里，总人口30316人，人口密度153.2人/平方公里。